# اری‌مادیاروشد
اُری‌مادیاروشد (به مجاری: Őrimagyarósd) یک شهرداری در مجارستان است که در واش واقع شده‌است. اری‌مادیاروشد ۱۲٫۲۹ کیلومتر مربع مساحت و ۲۲۴ نفر جمعیت دارد.